# Psychrelpidia discrepans
Psychrelpidia discrepans is een zeekomkommer uit de familie Elpidiidae.
De wetenschappelijke naam van de soort werd in 1901 gepubliceerd door Carel Philip Sluiter.